# On the Riviera
On the Riviera é um filme norte-americano de 1951, do gênero comédia musical, dirigido por Walter Lang e estrelado por Danny Kaye e Gene Tierney.